# Sílvia Lutucuta

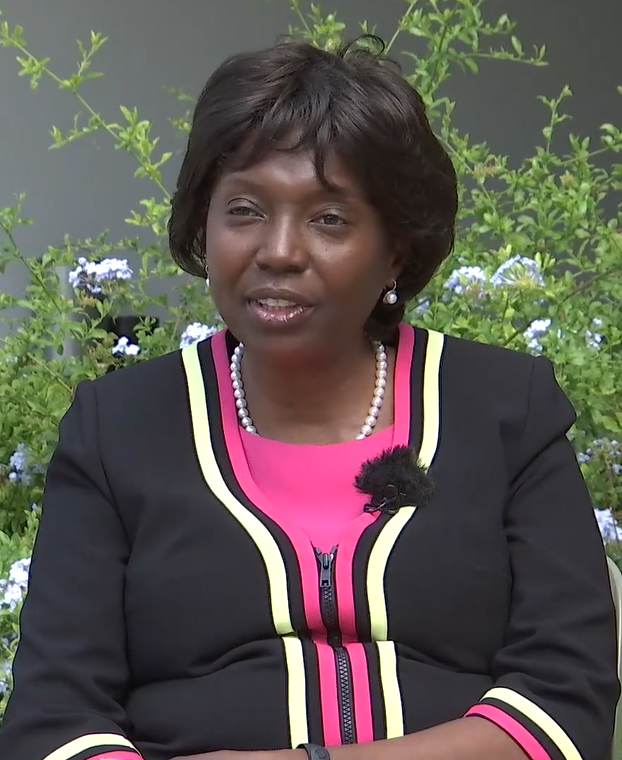
Sílvia Lutucuta (2024)

Sílvia Paula Lutucuta (* 1969 in Huambo, Angola) ist eine angolanische Kardiologin, Hochschullehrerin und seit 2017 Gesundheitsministerin von Angola. Sie schloss das Medizinstudium bereits mit 21 Jahren ab und war die jüngste und beste Hochschulabsolventin ihres Faches in Angola.

## Leben
Sie wurde 1969 in der Provinz Huambo als Tochter von Gilberto Buta Lutucuta – ehemaliger Botschafter Angolas in der Elfenbeinküste, in Liberia und in Äquatorialguinea, davor Landwirtschaftsminister – und Rebeca Valentim Lutucuta geboren. Zunächst besuchte sie die Grundschule in der Nachbarprovinz Bié, danach zwei Sekundarschulen in Huambo, wo sie auch ihren Vorstudiengang in Biologie absolvierte.

## Akademische Ausbildung
Lutucuta nahm das Medizinstudium 1985 im Alter von 16 Jahren an der Universidade Agostinho Neto (UAN) in Huambo auf und schloss es 1990 ab. Aufgrund ihrer besonders guten Leistungen wurde ihr ein Stipendium für ein postgraduales Studium am Universitätsklinikum Hospital de Santa Maria in Lissabon angeboten, wo sie sich auf Kinderkardiologie spezialisierte. Anschließend bildete sie sich am Hammersmith Hospital in London in Echokardiographie weiter. Danach betrieb sie als „Post-Doc Research Fellow“ am Baylor College of Medicine in Houston, Texas, Forschung zu kardiovaskulären Erkrankungen, insbesondere zu hypertropher Kardiomyopathie, Arteriosklerose und Sichelzellenanämie. In dieser Zeit veröffentlichte sie zahlreiche Artikel in wissenschaftlichen Publikationen und gewann mehrere Wissenschaftspreise, darunter den als beste Forscherin in der Grundlagenwissenschaft.

## Karriere

### Akademisch
Ihre Lehrtätigkeit begann sie 1990 als Kursleiterin im Fachbereich Morphologie, Lehrstuhl für Histologie, an der Universidade Agostinho Neto in Huambo. Anschließend wechselte sie an die medizinische Fakultät der Universidade Agostinho Neto (FMUAN) in Luanda. In diese Periode fallen auch ihre Studienaufenthalte im Ausland.

### Politisch
Lutucuta war während ihrer Studienzeit an der UAN in Huambo Präsidentin der Medizinstudenten-Vereinigung. Am 28. September 2017 wurde sie von Präsident João Lourenço per Dekret zur Gesundheitsministerin ernannt.

## Kritik
Ihr wird von investigativen Journalisten vorgeworfen, als Gesundheitsministerin Aufträge an Privatunternehmen im Wert von 525 Millionen Kwanzas vergeben zu haben, ohne die per Gesetz vorgeschriebene Ausschreibung vorgenommen und den Rechnungsbetrag schon vor Vertragsunterzeichnung an die Unternehmen überwiesen zu haben. Des Weiteren sei sie zur Versammlung der Weltgesundheitsorganisation im Mai 2018 nach Genf auf Staatskosten mit fünf Privatpersonen, darunter ihre Schwester, angereist und nach Aussagen ausländischer Teilnehmer dann bei der Sitzung gar nicht anwesend, sondern beim Einkaufen gewesen.